# Votre fidèle serviteur Spider-Man
Agatha All Along Daredevil: Born Again
Votre fidèle serviteur Spider-Man (Your Friendly Neighborhood Spider-Man) est une série télévisée d'animation américaine créée par Jeff Trammell et diffusée à partir du 29 janvier 2025 sur Disney+. Elle est basée sur le personnage Spider-Man de Marvel Comics.
La série se déroule dans une ligne temporelle alternative à celle de l'univers cinématographique Marvel. Certains acteurs des films et séries en prises de vues réelles du MCU reprennent cependant ici leurs personnages.

## Synopsis
Dans une réalité alternative, Norman Osborn devient le mentor de Peter Parker. Le jeune homme, qui peine à s'intégrer au lycée, fait ses premiers pas dans le costume de Spider-Man, avec l'aide du scientifique à la tête d'Oscorp.

## Distribution

### Personnages principaux
- Hudson Thames (en) (VF : Hugo Brunswick) : Peter Parker / Spider-Man
- Kari Wahlgren (VF : Stéphanie Lafforgue) : May Parker
- Grace Song (VF : Marie Facundo) : Nico Minoru (en)
- Eugene Byrd (VF : Diouc Koma) : Lonnie Lincoln / Tombstone
- Zeno Robinson (en) (VF : Jhos Lican) : Harry Osborn
- Colman Domingo (VF : Frantz Confiac) : Norman Osborn
- Hugh Dancy (VF : Raphaël Anciaux) : Dr Otto Octavius
- Charlie Cox (VF : Sylvain Agaësse) : Matt Murdock / Daredevil

### Personnages récurrents
- Cathy Ang (en) (VF : Mélissa Berard) : Pearl Pangan (en)
- Erica Luttrell (VF : Amélia Ewu) : Asha
- Roger Craig Smith (VF : Bertrand Dingé) : le coach Phil Grayfield et James Sanders / Speed Demon
- Roger Craig Smith (VF : Laurent Maurel) : Dmitri Smerdyakov / Caméléon
- Anjali Kuanpaneni (VF : Aurore Bonjour) : Jeanne Foucault / Finesse (en)
- Aleks Le (VF : Julien Allouf) : Amadeus Cho
- Paul F. Tompkins (VF : Nicolas Marié) : Bentley Wittman
- Zehra Fazal (en) (VF : Déborah Claude) : Dr Carla Connors
- Leilani Barrett (VF : Daniel Njo Lobé) : Benjamin « Big Ben » Donovan (en)
- Ettore Ewen (VF : Mohad Sanou) : Bulldozer (en)
- Anairis Quiñones (en) (VF : Violaine Khal) : Carmilla Black / Scorpion (en)
- Anairis Quiñones (VF : Emma Santini) : Maria Vasquez / Tarentule
- Jonathan Medina (VF : Vincent Deniard) : Mac Gargan / Scorpion

### Invités
- Robin Atkin Downes (VF : Serge Biavan) : Dr Stephen Strange
- Mick Wingert (en) (VF : Bernard Gabay) : Tony Stark / Iron Man
- Sarah Natochenny (en) (VF : Audrey Sourdive) : Mila Masaryk / Licorne
- Travis Willingham (VF : Philippe Vincent) : Thaddeus « Thunderbolt » Ross / (VF : Arnaud Léonard) : Mikhail Sytsevich
- Kellen Goff (en) : un symbiote qui attaque l'école de Midtown
- Zach Cherry (VF : Jean-Michel Vaubien) : Klev
- Josh Keaton (VF : Thomas Roditi) : Richard Parker

 Source et légende : version française (VF) sur RS Doublage et selon les cartons du doublage français sur Disney+.

## Production

### Développement
En novembre 2021, la série d'animation, avec pour titre Spider-Man: Freshman Year est annoncée. Jeff Trammell sera le scénariste principal et producteur exécutif, envisageant un arc narratif de quatre saisons. La série est présentée comme un hommage visuel aux premiers comics Spider-Man et les titres des épisodes feront référence ou seront inspirés des titres ou d'éléments des comics.
En décembre 2023, la série est renommée Your Friendly Neighborhood Spider-Man.
Initialement annoncée pour une diffusion en 2024 sur Disney+, la première saison est finalement diffusée fin janvier 2025.
En juillet 2022, la série est renouvelée pour une deuxième saison, d'abord nommée Spider-Man: Sophomore Year puis le titre a été abandonné pour le titre unique de la série,, pour une diffusion prévue en 2026.
En janvier 2025, une troisième saison est annoncée,.

### Attribution des rôles
Hudson Thames qui a fait la voix de Peter Parker dans What If...?, reprend la voix du personnage.
Charlie Cox reprend le rôle de Matt Murdock / Daredevil. La série voit également le retour de Norman Osborn et d'Otto Octavius / Dr Octopus, après l'apparition d'autres versions des personnages dans Spider-Man: No Way Home (2021), avec Mac Gargan / Scorpion, Docteur Strange et Nico Minoru (en), vue dans la série télévisée Runaways.

### Animation et design
La série adopte un style d'animation 3D cel-shading qui rend hommage aux premières bandes dessinées The Amazing Spider-Man de Stan Lee et Steve Ditko. L'animation est réalisée par Polygon Pictures . Les costumes de Spider-Man présentés dans la série comprennent son costume fait maison fait de « pantalons de sport, baskets, lunettes, un sweat-shirt bleu, un maillot de corps rouge, des genouillères, des lance-toiles très encombrants et un logo rouge sur la poitrine », un costume jaune, un costume rouge et bleu « classique des années 60 », un costume Oscorp blanc et bleu , un costume « scarabée » et un costume sombre ; les deux derniers costumes rappellent ceux portés par les personnages respectifs Hornet et Dusk dans les bandes dessinées, tandis que le costume Oscorp ressemble au costume Future Foundation de Spider-Man dans les bandes dessinées[réf. nécessaire].

### Musique
Il est révélé en juin 2024 que Leo Birenberg et Zach Robinson composent la musique de la série. Le thème de la série est un remix rap des thèmes classiques de Spider-Man[réf. nécessaire].

## Épisodes

### Première saison (2025)
1. Les Origines (Amazing Fantasy)
2. La Chance de Parker (The Parker Luck)
3. Démasqué (Secret Identity Crisis)
4. Un nouveau héros (Hitting the Big Time)
5. Rencontre avec la licorne (The Unicorn Unleashed)
6. Combat contre le diable (Duel with the Devil)
7. Les Scorpions (Scorpion Rising)
8. Ultimatum (Tangled Web)
9. Héros ou menace ? (Hero or Menace)
10. Accepter son destin (If This Be My Destiny...)

### Deuxième saison (2026)
Note : Pour les informations de renouvellement voir la section Production.
La deuxième saison sera diffusée en 2026.